# 코우노도리
코우노도리(일본어: コウノドリ 고우노도리[*])는 일본의 도쿄 방송 계열의 드라마이다. 매주 금요일 밤 10시로 방송하였다.

## 시즌 방송 기간
- 2015년 10월 16일부터 12월 18일 (시즌1 / 10화)
- 2017년 10월 13일부터 12월 22일 (시즌2 / 11화)

## 스태프
- 극본
  - 야마모토 무쓰미, 쓰보타 후미 (시즌1)
  - 쓰보타 후미, 야지마 고이치, 요시다 야스히로 (시즌2)

- 연출
  - 도이 노부히로, 가네코 후미노리, 가토 나오키 (시즌1)
  - 도이 노부히로, 야마모토 다케요시, 간테츠, 가토 나오키 (시즌2)

## 등장 인물
- 아야노 고 - 고우노토리 사쿠라 역
- 마츠오카 마유 - 시모야 가에 역
- 요시다 요 - 고마쓰 루미코 역
- 사카구치 겐타로 - 시라카와 료 역
- 호시노 겐 - 시노미야 하루키 역
- 오오모리 나오 - 이마하시 다카유키 역
- 히라야마 유스케 - 카세 히로시 역
- 아사노 가즈유키 - 오오사와 마사노부 역
- 에구치 노리코 - 무카이 쇼코 역

### 시즌 1 그외 인물
- 세이노 나나 - 카쿠타 마유미 역
- 야마구치 사야카 - 아라이 메구미 역
- 도요모토 아키나가 - 후나코시 다쿠야 역

### 시즌 2 그외 인물
- 미야자와 히오 - 아카니시 고로 역
- 마쓰모토 와카나 - 구라사키 에미 역
- 후루타치 간지 - 센도 아키히로 역

### 기타
- 사사키 구라노스케 - 오기시마 가쓰히데 역

## 부제 · 시청률

### 시즌1
```
제1회 / 2015년 10월 16일 - 우리는 매번 기적의 바로 옆에 있다 (僕たちは毎回奇跡のすぐそばにいる) 12.4% 
제2회 / 2015년 10월 23일 - 해답 없는 선택(答えのない選択)  12.0% 
제3회 / 2015년 10월 30일 - 2개의 손이 잇는 기적(2つの手がつなぐ奇跡) 8.9%   
제4회 / 2015년 11월 6일 - 작은 생명 너를 구하는 것은 나(小さな命 あなたを救うのは私) 9.4% 
제5회 / 2015년 11월 13일 - 14세의 임신 소녀가 엄마가 될 때(14歳の妊娠 少女が母になる時) 11.8% 
제6회 / 2015년 11월 20일 - 타임리미트 최후의 찬스(タイムリミット 最後のチャンス)  11.2% 
제7회 / 2015년 11월 27일 - 엄마와의 약속 올바른 출산은 뭘까?(母との約束 正しい出産って何？)  11.7% 
제8회 / 2015년 12월 4일 - 나에게는 잊을 수 없는 출산이 있다 (僕には忘れられない出産がある)  12.6%   
제9회 / 2015년 12월 11일 - 무기력하게... 병원을 떠날 때 (燃え尽きて…病院を去るとき)  11.8% 
최종회 / 2015년 12월 18일 - 엄마와 아이를 구하는 팀이 일으키는 기적 (母と子を救う チームが起こす奇跡)  12.3%
평균 시청률   11.5%   ( 시청률은 일본 관동지방 기준 · 비디오 리서치 조사  ) 

```

### 시즌2
```
제1회 / 2017년 10월 13일 - 아기는 미래 태어나는 것, 그리고 살아가는 것 (赤ちゃんは未来 生まれること､そして生きること)  12.9% 
제2회 / 2017년 10월 20일 - 해답 없는 선택 소중한 두 생명 때문에... (答えのない選択 大切な二つの命のために…)  11.8% 
제3회 / 2017년 10월 27일 - 어머니를 구해라 산모 우울증과 무통 분만... (母を救え 産後うつと無痛分娩…)  11.9% 
제4회 / 2017년 11월 3일 - 자연 분만 "좋은 엄마"가 되기 위한 리스크 (自然分娩 "良い母親"になるためのリスク)  13.6%   
제5회 / 2017년 11월 10일  - 장기 입원 엄마가 너에게 할 수 있는 것 (長期入院 ママがあなたにできること)  10.6%   
제6회 / 2017년 11월 17일 - 엄마와 아이를 구하자! 팀 구명 의료 (母と子を救え!チーム救命医療)  11.0% 
제7회 / 2017년 11월 24일 - 엄마가 되는 인생 엄마가 되지 않는 인생 뭐가 달라? (母になる人生 母にならない人生 何が違うの?)  11.7% 
제8회 / 2017년 12월 1일 - 의사의 결의, 병원을 그만둡니다 (医師の決意 病院を辞めます)  12.9% 
제9회 / 2017년 12월 8일 - 불육증 세계 제일의 내 편은 누구? (不育症 世界一の味方は誰？)  12.3% 
제10회 / 2017년 12월 15일 - 출생 전 진단 가족을 만든다는 것 (出生前診断 家族を作るということ)  11.1% 
최종회 / 2017년 12월 22일 - 팀이 일으키는 최후의 기적 각각의 앞으로의 미래 (チームが起こす最後の奇跡 それぞれの進む未来)  10.8%
평균 시청률   11.9%   ( 시청률은 일본 관동지방 기준 · 비디오 리서치 조사  ) 

```